# Micromya kyushuensis
Micromya kyushuensis är en tvåvingeart som beskrevs av Junichi Yukawa 1967. Micromya kyushuensis ingår i släktet Micromya och familjen gallmyggor. Inga underarter finns listade i Catalogue of Life.